# Pfarrkirche Steinfeld-Radlach

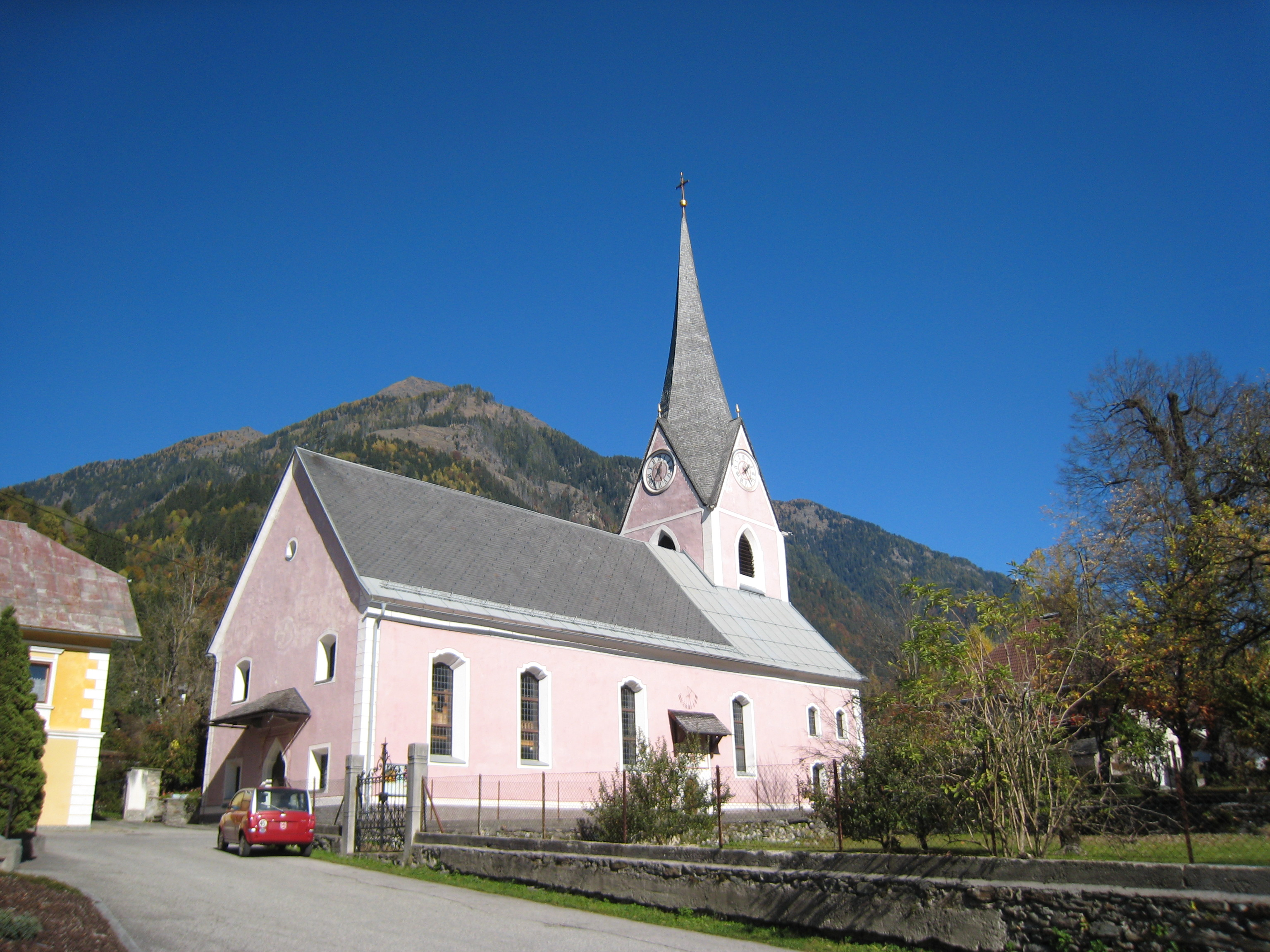
Katholische Pfarrkirche hl. Johannes der Täufer in Steinfeld an der Drau

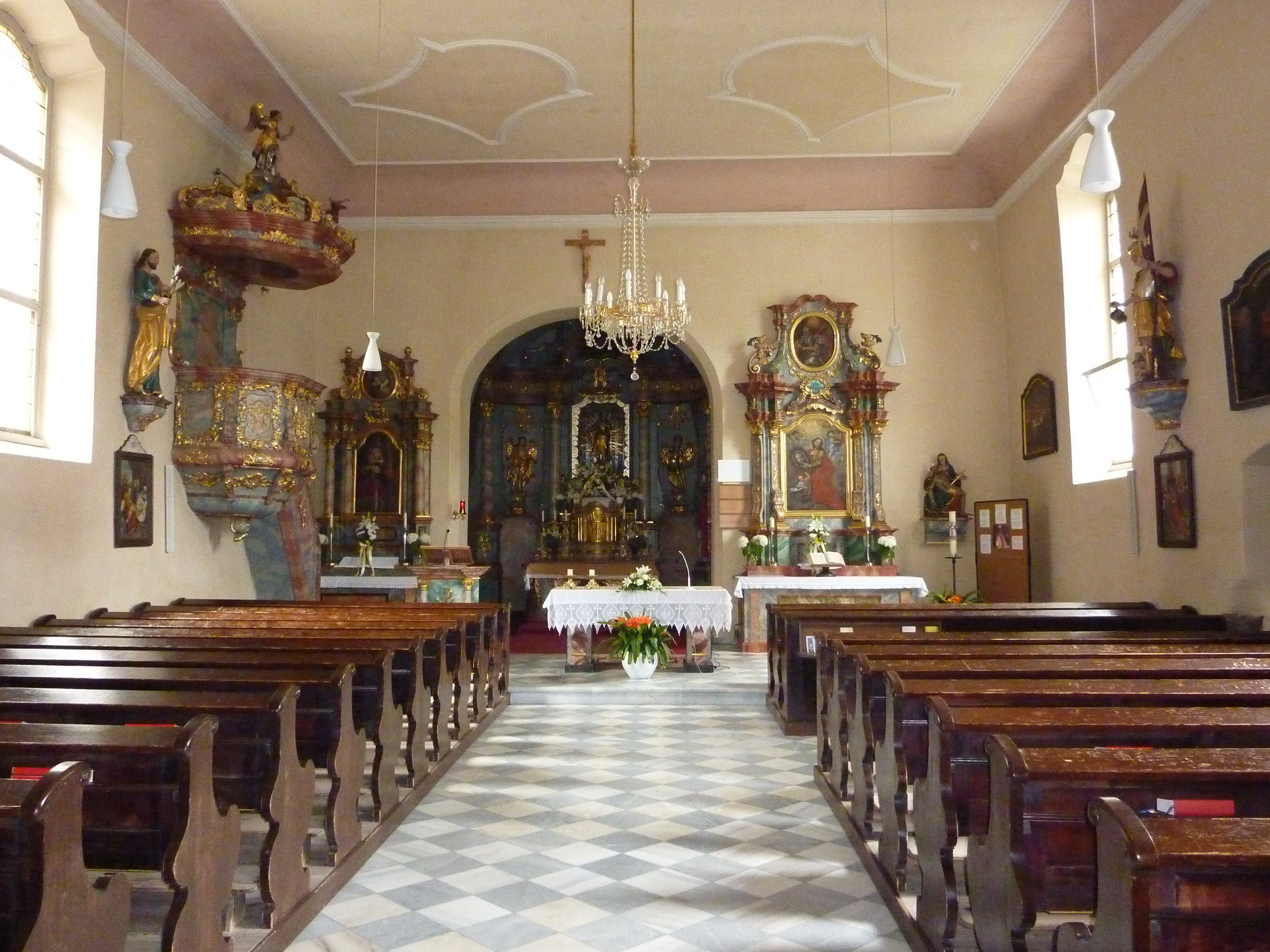
Langhaus, Blick zum Chor

Die römisch-katholische Pfarrkirche Steinfeld-Radlach steht in erhöhter Lage am westlichen Ortsende in der Marktgemeinde Steinfeld im Bezirk Spittal an der Drau in Kärnten. Die dem Patrozinium des hl. Johannes der Täufer unterstellte Pfarrkirche gehört zum Dekanat Greifenburg in der Diözese Gurk-Klagenfurt. Die Kirche steht unter Denkmalschutz (Listeneintrag).

## Geschichte
Die Chorturmkirche aus dem 14. Jahrhundert wurde im 17. Jahrhundert barock umgebaut. 1767 wurde das Langhausgewölbe durch den Baumeister Philip Mayr umgestaltet. 1948 war eine Restaurierung. 1996 wurde ein Windfang eingebaut. Bei der Restaurierung 1998/1999 wurde die barocke Farbigkeit wiederhergestellt.

## Architektur
Das Kirchenäußere zeigt ein einschiffiges Langhaus und einen viergeschoßigen Ostturm mit spitzbogigen Schallfenstern und einem Spitzgiebelhelm. Südlich des quadratischen Chores im Turmerdgeschoß steht die Sakristei. Die Fenster der Kirche sind spätbarocke Kompositbogenfenster. Das Westportal hat einen profilierten Kielbogen, das Südportal ist profiliert spitzbogig. 1997 wurde die gemalte Umrahmung des Westportals und das Secco-Bild Marienkrönung über dem Südportal aus dem frühen 19. Jahrhundert freigelegt.
Die Aufbahrungshalle nördlich der Pfarrkirche entstand 1964 nach den Plänen des Architekten Wilhelm Zinnauer.
Das Kircheninnere zeigt ein zum Chor etwas nach Süden barock verbreitertes Langhaus und einer Flachdecke mit barocken Gesimsbändern und Stuckrahmenfeldern. Die tiefe Westempore steht auf sechs Holzstützen. Der eingezogene Triumphbogen ist rundbogig und abgefast. Der quadratische Chor unter einem Kreuzrippengewölbe hat in der Südwand ein Korbbogenportal zur Sakristei, darüber befindet sich das Fenster des Oratoriums, in der Nordwand befindet sich eine kielbogenförmige Sakramentsnische mit Blendmaßwerk aus 1492. Nachbarocke Deckengemälde in Stuckfeldern über der Empore zeigen das Martyrium des hl. Johannes und den hl. Georg.

## Einrichtung
Der Hochaltar aus 1766 zeigt mittig eine Strahlenkranzmadonna und die Seitenfiguren Schutzengel und hl. Michael, das Aufsatzbild hl. Johannes der Täufer und Johannes Evangelist.
Die Orgel auf einer Konsole an der Chorbrüstung nennt Franz Pleschberger Rennweg 1877. Eine Knappenglocke mit einer gotischen Minuskelinschrift nennt 1504. Eine Glocke goss die Glockengießerei Oberascher 1926.